# Lepraliella granulata
Lepraliella granulata är en mossdjursart som beskrevs av Canu och Bassler 1929. Lepraliella granulata ingår i släktet Lepraliella och familjen Lepraliellidae. Inga underarter finns listade i Catalogue of Life.